# Liste der Bodendenkmale in Schönewalde
In der Liste der Bodendenkmale in Schönewalde sind alle Bodendenkmale der brandenburgischen Stadt Schönewalde und ihrer Ortsteile aufgelistet. Grundlage ist die Veröffentlichung der Landesdenkmalliste mit dem Stand vom 31. Dezember 2021. Die Baudenkmale sind in der Liste der Baudenkmale in Schönewalde aufgeführt.
|   | Gemarkung                        | Flur | Kurzansprache                                                                                  | Bodendenkmalnummer | Bemerkung | Bild |
| - | -------------------------------- | ---- | ---------------------------------------------------------------------------------------------- | ------------------ | --------- | ---- |
| 1 | Schönewalde (Lage)               | 3, 5 | Altstadt Neuzeit, Altstadt deutsches Mittelalter                                               | 20360              |           |      |
| 2 | Stolzenhain/Hartmannsdorf ()     | 4    | Gräberfeld Bronzezeit                                                                          | 20014              |           |      |
| 2 | Stolzenhain/Hartmannsdorf (Lage) | 3, 4 | Kirche Neuzeit, Kirche deutsches Mittelalter, Dorfkern deutsches Mittelalter, Dorfkern Neuzeit | 20015              |           |      |
| 3 | Stolzenhain/Hartmannsdorf ()     | 2    | Siedlung römische Kaiserzeit                                                                   | 20016              |           |      |